# Södergården, Källekärr och Bäcken
Södergården, Källekärr och Bäcken är en av SCB avgränsad och namnsatt småort i Kungsbacka kommun, Hallands län. Den omfattar bebyggelse i de tre sammanväxta byarna belägna i Vallda socken. Området avgränsades fram till 2010 som en separat småort, från 2015 räknas det till tätorten Västra Hagen.  